# Wyschejschaja Liha (Frauenfußball)
Die Wyschejschaja Liha (belarussisch Вышэйшая ліга „Oberste Liga“) ist die höchste Spielklasse im belarussischen Frauenfußball. Sie wird seit 1992 ausgetragen und vom belarussischen Verband Belaruskaja Federazyja Futbola ausgerichtet.

## Geschichte
Nach dem weltweiten Aufschwung des Frauenfußballs in den 1980er-Jahren entstanden auch in Belarus erste Bestrebungen, dass der Fußball keine rein männliche Sportart sein muss. Im Jahr 1992 wurde erstmals eine belarussische Meisterschaft im Frauenfußball ausgetragen, die damals noch aus lediglich fünf Mannschaften bestand. Inzwischen nehmen elf Frauenteams am Ligabetrieb teil. Rekordmeister ist der FK Babrujtschanka mit insgesamt zwölf gewonnenen Titeln.

## Aktueller Modus
Der Modus der Meisterschaft wurde über die Jahre mehrfach verändert und angepasst. Seit der Saison 2023 besteht die Liga aus elf Mannschaften, die jeweils dreimal gegen jedes andere Team antreten. Der Meister und der Vizemeister qualifizieren sich für die Champions League.
Seit 2020 nimmt auch die U-19-Nationalmannschaft der Frauen als eigenständiger Verein aus der Hauptstadt Minsk am Ligabetrieb teil.

## Teilnehmer 2023
| Verein                             | Stadt    | Stadion                        |
| ---------------------------------- | -------- | ------------------------------ |
| U-19-Nationalmannschaft der Frauen | Minsk    | Stadion FK Minsk               |
| Dnjapro Mahiljou                   | Mahiljou | Stadion SDYuShOR-7             |
| DYuSSh-PolesGU Pinskiy rayon       | Pinsk    | Wolna-Stadion                  |
| FK Babrujtschanka                  | Babrujsk | Spartak-Stadion                |
| FK Dinamo Brest                    | Brest    | Regionaler Sportkomplex Brest  |
| FK Dinamo Minsk                    | Minsk    | Dinamo-Yuni-Stadion            |
| FK Zorka-BDU Minsk                 | Minsk    | RZOR-BGU-Stadion               |
| FK Homel                           | Homel    | Zentralstadion                 |
| FK Minsk                           | Minsk    | Stadion FK Minsk               |
| FK Smarhon                         | Smarhon  | Stadion Junost                 |
| FK Wizebsk                         | Wizebsk  | Zentraler Sportkomplex Wizebsk |

## Bisherige Meister
| Saison | Meister                  | Vizemeister        |
| ------ | ------------------------ | ------------------ |
| 1992   | Nadeschda Mahiljou (1.)  | FK Njoman Hrodna   |
| 1993   | Nadeschda Mahiljou (2.)  | FK Babrujtschanka  |
| 1994   | FK Babrujtschanka (1.)   | Nadeschda Mahiljou |
| 1995   | Viktoria Brest (1.)      | FK Babrujtschanka  |
| 1996   | FK Babrujtschanka (2.)   |                    |
| 1997   | FK Babrujtschanka (3.)   |                    |
| 1998   | FK Babrujtschanka (4.)   |                    |
| 1999   | FK Babrujtschanka (5.)   |                    |
| 2000   | FK Babrujtschanka (6.)   |                    |
| 2001   | FK Babrujtschanka (7.)   |                    |
| 2002   | FK Babrujtschanka (8.)   |                    |
| 2003   | FK Babrujtschanka (9.)   |                    |
| 2004   | FK Babrujtschanka (10.)  |                    |
| 2005   | Universitet Wizebsk (1.) |                    |
| 2006   | Universitet Wizebsk (2.) | FK Zorka-BDU Minsk |
| 2007   | Universitet Wizebsk (3.) | FK Zorka-BDU Minsk |
| 2008   | Universitet Wizebsk (4.) | FK Babrujtschanka  |
| 2009   | Universitet Wizebsk (5.) | FK Zorka-BDU Minsk |
| 2010   | FK Babrujtschanka (11.)  | FK Zorka-BDU Minsk |
| 2011   | FK Babrujtschanka (12.)  | FK Zorka-BDU Minsk |
| 2012   | FK Babrujtschanka (13.)  | FK Minsk           |
| 2013   | FK Minsk (1.)            | FK Zorka-BDU Minsk |
| 2014   | FK Minsk (2.)            | FK Zorka-BDU Minsk |
| 2015   | FK Minsk (3.)            | FK Zorka-BDU Minsk |
| 2016   | FK Minsk (4.)            | FK Zorka-BDU Minsk |
| 2017   | FK Minsk (5.)            | FK Zorka-BDU Minsk |
| 2018   | FK Minsk (6.)            | FC RGUOR Minsk     |
| 2019   | FK Minsk (7.)            | FK Zorka-BDU Minsk |
| 2020   | FK Dinamo Minsk (1.)     | FK Minsk           |
| 2021   | FK Dinamo Minsk (2.)     | FK Minsk           |
| 2022   | FK Dinamo Minsk (3.)     | FK Minsk           |
| 2023   | FK Dinamo Minsk (4.)     | FK Minsk           |
| 2024   | FK Dinamo Minsk (5.)     | FK Minsk           |

(Quelle:; in Klammer die Anzahl der Meistertitel)

### Statistik
| Anzahl der Titel | Verein              | Letzter Titel |
| ---------------- | ------------------- | ------------- |
| 13               | FK Babrujtschanka   | 2012          |
| 7                | FK Minsk            | 2019          |
| 5                | Universitet Wizebsk | 2009          |
| 5                | FK Dinamo Minsk     | 2024          |
| 2                | Nadeschda Mahiljou  | 1993          |
| 1                | Viktoria Brest      | 1995          |